# Permanganat de potasiu
Permanganatul de potasiu este un compus anorganic, sarea acidului permanganic cu potasiul, cu formula KMnO4, fiind un agent oxidant extrem de puternic, adeseori folosit în laborator. În soluție ionii de permanganat dau o colorație intensă roz-violet, iar în stare solidă permanganatul are aspect de cristale violet-negricioase. În 2000, producția la nivel mondial era estimată la 30.000 de tone.
Este un agent oxidant adeseori folosit în laborator, dar are și utilizări medicale, fiind folosit în tratarea unor forme de dermatită și pentru curățarea rănilor.

## Obținere
Permanganatul de potasiu este obținut la nivel industrial plecându-se de la dioxid de mangan, care este răspândit natural sub forma mineralului numit piroluzit. Dioxidul de mangan reacționează cu hidroxid de potasiu prin încălzire, sau cu o altă sursă de oxigen, precum azotatul de potasiu sau cloratul de potasiu. În urma acestui proces se obține un compus intermediar, numit manganat de potasiu:
2 MnO2 + 4 KOH + O2 → 2 K2MnO4 + 2 H2O
Dacă în schimb se folosește hidroxid de sodiu, produsul final nu va fi manganat de sodiu, ci un compus al manganului pentavalent, de aceea permanganatul de potasiu este folosit adesea în schimbul permanganatului de sodiu (deoarece sarea de potasiu cristalizează mai bine).
În etapa finală, manganatul de potasiu se transformă în permanganat printr-o oxidare electrolitică în mediu alcalin:
2 K2MnO4  +  2 H2O   →  2 KMnO4  +  2 KOH  +  H2

### Alte metode
Permanganatul de potasiu mai poate fi preparat și prin oxidarea manganatului de potasiu prin reacția cu clorul sau printr-o reacție de disproporționare, în mediu acid:
2 K2MnO4  +  Cl2   →   2 KMnO4  +  2 KCl
3 K2MnO4  +  4 HCl   →   2 KMnO4  +  MnO2  +  2 H2O  +  4 KCl
Chiar și un acid slab, precum acidul carbonic este suficient pentru realizarea reacției (în acest caz, reacționează dioxidul de carbon, obținut prin descompunerea acidului):
3 K2MnO4  +  2 CO2   →   2 KMnO4 +  2 K2CO3 + MnO2

## Proprietăți
Reacționează cu dioxid de sulf în soluție apoasă cu decolorare.
Cristalele sunt de culoare violet-închis, solubile în apă, alcool, acid sulfuric. 
Se comportă ca foarte puternic oxidant în mediu acid (H2SO4). În mediu neutru sau slab bazic (soluție de carbonat de sodiu Na2CO3) este mai slab oxidant decât în mediu acid.
Prin încălzire formează oxigen atomic.

## Utilizări
E o substanță chimică deosebit de utilizată în medicină (dezinfectant), biologie, chimie, industrie. 
În laborator se utilizează în analize chimice cantitative (permanganometrie), în obținerea diferitelor substanțe organice (acid benzoic, etenă).